# دیان دوفرن
دیان دوفرِن زادهٔ ۳۰ سپتامبر ۱۹۴۴ مونترال کانادا، خواننده، بازیگر و نقاش کِبکی است که بخاطر لباس‌های نا متعارفش مشهور است.

## زندگینامه
دیان دوفرِن پس از مرگ مادرش در ۱۵ سالگی ناگزیر خانه را ترک کرد. در ۱۸ سالگی درست پیش از رفتن به فرانسه متن‌هایی را از آراگون، فِره و برِل باز خوانی کرد. در سال ۱۹۶۲ در پاریس آواز را نزد ژان لومیر و هنرهای دراماتیک را نزد فرانسوا رُزه آموخت. بین سال‌های ۱۹۶۶ و ۱۹۶۸ در کاباره‌های ساحل چپ پاریس مشغول به کار شد، جاییکه کارهایی از وینیو، فرلاند و لِوِیه می خواند. همچنین برای نشریه‌ها، موزیک فیلم‌ها و در رادیو زنگوله می خواند.
در پاییز سال ۱۹۷۲ با انتشار نخستین صفحهٔ ۳۳ دور با نامواسا اومدم! کارش را آغاز کرد. در ۱۹۷۳ درپلَس دِزآرت مونترال، دیگر کشورهای فرانسه زبان نیز شیفتهٔ این زن شدند.
لوک پلاموندون ترانه‌های نخستین آوازهایش را نوشت و فرانسوا کوزینو (که در دهه‌ٔ ۷۰ شریک زندگیش شد) بر روی آن‌ها آهنگ ساخت. آین آوازها بر شوخی، کمی فتنه انگیزی، راک اند رول پُر شور جوان پسندانه‌ٔ شاد، و خشونتی که از صدای ویژه اش برداشت می‌شد متمرکز بودند. سپس اجراهای الیزه- مونتمارت در سال ۱۹۷۷ و سال بعد در المپیا بسیار موفق بودند.در کِبک نمایش‌های تماتیک اجرا کرد ( چون شب در فلینی، شب صورتی و ....) که در آن شخصیتها بر مبنای تم تغییر قیافه می‌دهند.
اگر در فرانسه دیان تنها یک خواننده بود، در کِبک به یک اسطوره‌ٔ زنده تبدیل شده بود. وی در سال ۱۹۷۸-۷۹ در کمدی موزیکال استارمانیا بازی کرد.
پس از سال‌های دههٔ ۷۰ به موازات خوانندگی به نقاشی نیز پرداخت و در کارگاه فرِر ژِروم شرکت کرد. ملاقاتی که نقشی تعیین‌کننده در زندگی هنری اش داشت و به او این امکان را داد تا روی دیگر آفرینش هنری را تجربه کند.
در سال‌های ۱۹۷۸-۱۹۸۴ همکاری با ترانه سرایش لوک پلاموندون را پایان داد زیرا او می خواست به ترانه سرایان فرانسوی چون میشل ژوناز، سرژ گینسبورگ، ژاک هیژلن و به ویژه پیر گروز روی آورد. پیر گروز ترانه آلبوم‌های فوق سری، پروانه ها و خار رُز را نوشت.
دیان شروع کرد به مدیریت توانش و هر دو یا سه سال یک کنسرت برگزار می‌کرد. برای او دیگر کنسرتهای بزرگ تمام شده بود . در سال‌های ۱۹۹۰ تا ۱۹۹۸ کمتر آهنگ راک، و بیشتر آهنگ‌های آرام اجرا می‌کرد.
در سال ۱۹۹۸ برای نمایش رزرو شده، به کرگردانی شوهرش ریشارد لاونژون روی صحنه رفت. این نمایش که ترکیبی از تئاتر و خوانندگی بود بسیار دور از دوران راک بود. در سال‌های ۲۰۰۲ و ۲۰۰۳ او به دوران راک برگشت. کنسرتی با عنوان آزادی مشروط که قرار نبود جز چند اجرا باشد به کنسرتی جهانی تبدیل شد(این کنسرت در فرانسه سپاس نام گرفت) .
در سال‌های پس از آن نسبت به رسانه‌ها محتاط تر شد ولی همچنان روی صحنه می‌رفت. در سال ۲۰۰۸ با همکاری ارکستر مونترال به رهبری یانیک نزِت- سه گن، یک کنسرت و یک آلبوم به نام دیان دوفرن/ کورت ویل / یانیک نزِت- سه گن، به آهنگساز آلمانی کورت ویل تقدیم کرد.
در سال ۲۰۰۶ وی نمایش گروهی را اجرا کرد که در سالن‌های صمیمی تر، جاییکه طرفدارانش با هم قرار می‌گذاشتند برگزار می‌شد. در ۲۹ ژوئیه همان سال در استادیوم المپیک مونترال در مراسم بازگشایی نخستین گردهمایی فرهنگی ورزشی دگرباشان شرکت کرد. در ۲۸ اکتبر در جشنوارهٔ انجمن دیسک و نمایش کِبک (L'ADISQ)، به احترام تمامی کارهایش مفتخر به دریافت جایزهٔ فلیکس شد.
در سال ۲۰۰۷ با آلبوم فوران به کار خود به صحنه بازگشت. در این آلبوم با هنرمندان بسیاری از جمله آلن لو فِور، دانیل بلانژه و اختر فیزیکدان هوبرت ریوز همکاری داشت. انتشاراین آلبوم با نمایش آخرین تابلوهایش در انجمن هنر و تکنولوژی مونترال ادامه یافت. این پروژه کاری هنری بود برای ادغام فعالیت‌های موسیقی، آواز و هنرهای تصویری. اکنون این آثار در اروپا، آمریکا و کبِک به نمایش گذاشته شده‌اند.
در تابستان ۲۰۰۸ در جشنوارهٔ فرانکوفولی مونترال که «زمین سیاره آبی» نام گرفته بود برنامه اجرا کرد. او در کنار گی کارُن سرودی رسمی برای زمین پیشنهاد و اجرا کرد که آمیخته‌ای از فرهنگ‌ها و بخش‌های هنری گوناگون بود. در ژوئیه همان سال مدال لژیون دونور دریافت کرد. در ماه نوامبر ۲۰۰۸ در تئاتر بوف دو نُرد پاریس چندین برنامه ارائه کرد.
در سپتامبر ۲۰۰۹ کتابی از رونو روی به نام زیباترین یکصد آواز کبِک چاپ شد که نگارهای کتاب کارهای دیان دوفرن بود.
وی کتابش با نام سردرد را در کِبک سال ۲۰۰۹ و در فرانسه سال ۲۰۱۰ منتشر کرد.

## نشانها
- ۲۰۰۱ : نشان شوالیه دِزآر اِ دِلِتر (Chevalier des Arts et des Lettres)
- ۲۰۰۱ : نشان شوالیه انجمن بین‌المللی کشورهای فرانسه زبان
- ۲۰۰۱ : جایزه فرماندار کانادا برای هنرهای نمایشی
- ۲۰۰۲ : نشان شوالیه دِزآر اِ دِلِتر (Chevalier des Arts et des Lettres)
- ۲۰۰۶ : جایزه فلیکس برای همه کارهای هنری اش
- ۲۰۰۸ : نشان لژیون دونور جمهوری فرانسه